# Montroeul-Dergneau
Montrœul-Dergneau was een Belgische voetbalclub uit Frasnes-lez-Anvaing, die bij de KBVB was aangesloten met stamnummer 9425. De clubkleuren waren blauw en geel. De eerste damesploeg promoveerde in het seizoen 2015/16 voor het eerst naar Tweede klasse, maar degradeerde meteen weer naar de provinciale reeksen.

## Geschiedenis
Tot 2016 speelde de club in de eigen gemeente aan de Drève du Château, maar na de promotie naar tweede klasse verhuisde de club vijftien kilometer westwaarts naar het terrein van RCS Escanaffles  in Escanaffles, een dorp in buurgemeente Celles. Het eerste seizoen in Tweede klasse was geen succes, want de club haalde slechts één punt (een gelijkspel tegen KFC Merelbeke) uit 26 wedstrijden en werd allerlaatste.
De club werd opgedoekt na het seizoen 2018/2019.

## Resultaten

### Erelijst
Provinciaal kampioen Henegouwen: 1x (2016)

### Seizoenen A-ploeg

#### Dames
| Seizoen | Reeks              | Niveau | Plaats | Punten | Beker        | Opmerkingen                                                             |
| ------- | ------------------ | ------ | ------ | ------ | ------------ | ----------------------------------------------------------------------- |
| 2015/16 | Eerste provinciale | 5      | 1      | ?      | ?            | Dubbele door competitiehervorming en winst in eindronde tegen Charleroi |
| 2016/17 | Tweede klasse A    | 3      | 14     | 1      | Tweede ronde |                                                                         |
| 2017/18 | Eerste provinciale | 4      |        |        | ?            |                                                                         |

## Mannenploeg
Zoals de naam doet vermoeden, bracht de Union Sportive Féminine geen mannenploegen tussen de lijnen.